# Perinoia monticola
Perinoia monticola är en insektsart som beskrevs av Jacobi 1921. Perinoia monticola ingår i släktet Perinoia och familjen spottstritar. Inga underarter finns listade i Catalogue of Life.